# Tjbaarta
Tjbaarta (georgiska: ჩბაართა) är ett vattendrag i Georgien. Det ligger i regionen Abchazien, i den nordvästra delen av landet, 400 km väster om huvudstaden Tbilisi.